# Langourla
Langourla är en kommun i departementet Côtes-d'Armor i regionen Bretagne i nordvästra Frankrike. Kommunen ligger i kantonen Collinée som tillhör arrondissementet Dinan. År 2018 hade Langourla 536 invånare.

## Befolkningsutveckling
Antalet invånare i kommunen Langourla
Referens:INSEE